# Smýkiv (Dubno)
Smýkiv (ucraniano: Сми́ків) es un pueblo de Ucrania perteneciente al municipio rural de Boremel, en el raión de Dubno de la óblast de Rivne.
En 2001, el pueblo tenía una población de 25 habitantes.
Actualmente viven en el pueblo 12 personas. Está situado a unos 2 km al suroeste de la capital municipal Boremel, junto al límite con la óblast de Volinia.

## Historia
Antes de la formación del actual municipio de Boremel en 2016, el pueblo era una pedanía del consejo rural de Boremel en el raión de Demýdivka.